# Трећа лига Црне Горе у фудбалу 2020/21 — Југ
Трећа лига Црне Горе у фудбалу 2020/21 — Југ, било је 15 такмичење у оквиру Треће лиге организовано од стране фудбалског савеза Црне Горе од оснивања 2006. и друго такмичење организовано након реорганизације Јужне регије у Удружење клубова Југ. То је једна од три регије трећег степена такмичења у Црној Гори у сезони 2020/21, поред регија Сјевер и Центар.
Првак регије Југ за сезону 2019/20. — Игало, као првопласирани у баражу против побједника регије Сјевер — Берана и побједника регије Центар — Младости ДГ, пласирао се у Другу лигу Црне Горе за сезону 2020/21.
У лиги је учествовало девет клубова, играло се трокружним бод системом, свако са сваким кући и на страни по једном, док су се домаћини за трећи круг одређивали на основу позиција на табели. Првак регије, на крају сезоне је играо у баражу са првацима друге двије регије, гдје је свако са сваким играо по једну утакмицу, домаћини су одлучени жријебом, а двије најбоље екипе обезбиједиле су пласман у Другу лигу.
Титулу је освојило Цетиње, осам бода испред Орјена, након чега је, у баражу за пласман у Другу лигу, завршило на другом мјесту, са једном побједом и пласирали су се у Другу лигу.

## Клубови у сезони 2020/21.
| Клуб            | Мјесто      | Стадион                | Капацитет |
| --------------- | ----------- | ---------------------- | --------- |
| Будва           | Будва       | Стадион Лугови         | 4,000     |
| Ловћен          | Цетиње      | Стадион Обилића Пољана | 5,192     |
| Обилић          | Херцег Нови | Стадион у Суторини     | 150       |
| Орјен           | Херцег Нови | Стадион Опачица        | 600       |
| Отрант Олимпик  | Улцињ       | Олимпијски стадион     | 4,000     |
| Слога Радовићи  | Тиват       | Стадион Кртоли         | 500       |
| Слога Стари Бар | Бар         | Стадион СРЦ Тополица   | 2,500     |
| Хајдук          | Бар         | Стадион СРЦ Тополица   | 2,500     |
| Цетиње          | Цетиње      | Стадион Обилића Пољана | 5,192     |

## Резултати

### Први и други круг
Домаћини су наведени у лијевој колони
|    | Екипа           | 1   | 2    | 3   | 4   | 5   | 6   | 7    | 8   | 9   |
| -- | --------------- | --- | ---- | --- | --- | --- | --- | ---- | --- | --- |
| 1. | Будва           | XXX | 5:1  | 1:3 | 2:1 | 1:1 | 2:1 | 4:2  | 4:2 | 2:1 |
| 2. | Ловћен          | 1:6 | XXX  | 1:5 | 3:5 | 1:3 | 3:3 | 3:2  | 1:2 | 0:3 |
| 3. | Обилић          | 4:4 | 10:1 | XXX | 1:2 | 2:2 | 2:0 | 10:0 | 0:1 | 1:1 |
| 4. | Орјен           | 1:3 | 3:0  | 3:0 | XXX | 0:0 | 5:0 | 3:0  | 3:1 | 2:1 |
| 5. | Отрант Олимпик  | 4:1 | 7:2  | 4:1 | 0:0 | XXX | 5:1 | 5:1  | 2:2 | 1:0 |
| 6. | Слога Радовићи  | 3:6 | 1:1  | 3:2 | 1:3 | 0:0 | XXX | 5:0  | 1:3 | 1:2 |
| 7. | Слога Стари Бар | 1:5 | 0:2  | 3:5 | 0:5 | 0:4 | 0:7 | XXX  | 1:3 | 1:4 |
| 8. | Хајдук          | 3:2 | 3:0  | 2:4 | 2:4 | 1:5 | 0:5 | 3:1  | XXX | 0:2 |
| 9. | Цетиње          | 6:1 | 7:1  | 1:0 | 4:1 | 5:1 | 4:1 | 4:2  | 1:0 | XXX |

### Трећи круг
Домаћини су наведени у лијевој колони.
|    | Екипа           | 1   | 2   | 3   | 4   | 5   | 6   | 7   | 8   | 9   |
| -- | --------------- | --- | --- | --- | --- | --- | --- | --- | --- | --- |
| 1. | Будва           | XXX |     | 2:1 | 3:0 |     | 5:0 | 4:0 |     |     |
| 2. | Ловћен          | 0:0 | XXX |     | 0:4 |     |     | 2:2 | 0:1 |     |
| 3. | Обилић          |     | 2:0 | XXX |     | 2:0 |     |     | 1:3 | 1:3 |
| 4. | Орјен           |     |     | 3:2 | XXX | 3:2 | 5:1 | 4:1 |     |     |
| 5. | Отрант Олимпик  | 0:1 | 2:1 |     |     | XXX |     |     | 3:2 | 0:4 |
| 6. | Слога Радовићи  |     | 3:4 | 1:4 |     | 1:3 | XXX |     |     | 1:2 |
| 7. | Слога Стари Бар |     |     | 2:3 |     | 0:0 | 2:3 | XXX |     | 0:5 |
| 8. | Хајдук          | 0:1 |     |     | 2:3 |     | 3:0 | 1:2 | XXX |     |
| 9. | Цетиње          | 1:0 | 6:0 |     | 1:0 |     |     |     | 4:0 | XXX |

## Резултати по колима
| 1. коло, 13—15. 9. 2020. |     |
| Слога Стари Бар - Цетиње | 1:4 |
| Слога Радовићи - Будва   | 3:6 |
| Отрант Олимпик - Обилић  | 4:1 |
| Орјен - Хајдук           | 3:1 |
| Ловћен је био слободан.  |     |

| 2. коло, 20—24. 9. 2020. |     |
| Цетиње - Отрант Олимпик  | 5:1 |
| Будва - Слога Стари Бар  | 4:2 |
| Обилић - Орјен           | 1:2 |
| Ловћен - Слога Радовићи  | 3:3 |
| Хајдук је био слободан.  |     |

| 3. коло, 27—29. 9. 2020.         |     |
| Слога Стари Бар - Ловћен         | 0:2 |
| Орјен - Цетиње                   | 2:1 |
| Отрант Олимпик - Будва           | 4:1 |
| Хајдук - Обилић                  | 2:4 |
| Слога Радовићи је била слободна. |     |

| 4. коло, 4—5. 10. 2020.          |     |
| Слога Радовићи - Слога Стари Бар | 5:0 |
| Цетиње - Хајдук                  | 1:0 |
| Будва - Орјен                    | 2:1 |
| Ловћен - Отрант Олимпик          | 1:3 |
| Обилић је био слободан.          |     |

| 5. коло, 11—13. 10. 2020.         |     |
| Хајдук - Будва                    | 3:2 |
| Орјен - Ловћен                    | 3:0 |
| Отрант Олимпик - Слога Радовићи   | 5:1 |
| Обилић - Цетиње                   | 1:1 |
| Слога Стари Бар је била слободна. |     |

| 6. коло, 13—18. 10. 2020.        |                    |
| Слога Радовићи - Орјен           | 1:3                |
| Ловћен - Хајдук                  | 1:2                |
| Слога Стари Бар - Отрант Олимпик | 0:4                |
| Будва - Обилић                   | 1:3 (22. 10. 2020) |
| Цетиње је било слободно.         |                    |

| 7. коло, 25—28. 10. 2020.       |         |
| Орјен - Слога Стари Бар         | 3:0 pff |
| Хајдук - Слога Радовићи         | 0:5     |
| Цетиње - Будва                  | 6:1     |
| Обилић - Ловћен                 | 10:1    |
| Отрант Олимпик је био слободан. |         |

| 8. коло, 1—5. 11. 2020.  |     |
| Слога Стари Бар - Хајдук | 1:3 |
| Отрант Олимпик - Орјен   | 0:0 |
| Ловћен - Цетиње          | 0:3 |
| Слога Радовићи - Обилић  | 3:2 |
| Будва је била слободна.  |     |

| 9. коло, 8—9. 11. 2020.  |      |
| Хајдук - Отрант Олимпик  | 1:5  |
| Обилић - Слога Стари Бар | 10:0 |
| Цетиње - Слога Радовићи  | 4:1  |
| Будва - Ловћен           | 5:1  |
| Орјен је био слободан.   |      |

| 10. коло, 14—17. 11. 2020. |     |
| Цетиње - Слога Стари Бар   | 4:2 |
| Будва - Слога Радовићи     | 2:1 |
| Обилић - Отрант Олимпик    | 2:2 |
| Хајдук - Орјен             | 2:4 |
| Ловћен је био слободан.    |     |

| 11. коло, 22—26. 11. 2020. |     |
| Отрант Олимпик - Цетиње    | 1:0 |
| Слога Стари Бар - Будва    | 1:5 |
| Орјен - Обилић             | 3:0 |
| Слога Радовићи - Ловћен    | 1:1 |
| Хајдук је био слободан.    |     |

| 12. коло, 29. 11.—4. 12. 2020.   |     |
| Ловћен - Слога Стари Бар         | 3:2 |
| Цетиње - Орјен                   | 4:1 |
| Обилић - Хајдук                  | 0:1 |
| Будва - Отрант Олимпик           | 1:1 |
| Слога Радовићи је била слободна. |     |

| 13. коло, 6—7. 12. 2020.         |                    |
| Хајдук - Цетиње                  | 0:2                |
| Слога Стари Бар - Слога Радовићи | 0:7                |
| Орјен - Будва                    | 1:3                |
| Отрант Олимпик - Ловћен          | 7:2 (11. 12. 2020) |
| Обилић је био слободан.          |                    |

| 14. коло, 6—7. 3. 2021.           |                   |
| Ловћен - Орјен                    | 3:5               |
| Будва - Хајдук                    | 4:2               |
| Цетиње - Обилић                   | 1:0               |
| Слога Радовићи - Отрант Олимпик   | 0:0 (12. 3. 2021) |
| Слога Стари Бар је била слободна. |                   |

| 15. коло, 14—18. 3. 2021.        |     |
| Хајдук - Ловћен                  | 3:0 |
| Обилић - Будва                   | 4:4 |
| Отрант Олимпик - Слога Стари Бар | 5:1 |
| Орјен - Слога Радовићи           | 5:0 |
| Цетиње је било слободно.         |     |

| 16. коло, 21—25. 3. 2021.       |                  |
| Будва - Цетиње                  | 2:1              |
| Слога Стари Бар - Орјен         | 0:5              |
| Слога Радовићи - Хајдук         | 1:3              |
| Ловћен - Обилић                 | 1:5 (1. 4. 2021) |
| Отрант Олимпик је био слободан. |                  |

| 17. коло, 27—28. 3. 2021. |     |
| Орјен - Отрант Олимпик    | 0:0 |
| Цетиње - Ловћен           | 7:1 |
| Обилић - Слога Радовићи   | 2:0 |
| Хајдук - Слога Стари Бар  | 3:1 |
| Будва је била слободна.   |     |

| 18. коло, 4. 4. 2021.    |     |
| Отрант Олимпик - Хајдук  | 2:2 |
| Слога Стари Бар - Обилић | 3:5 |
| Ловћен - Будва           | 1:6 |
| Слога Радовићи - Цетиње  | 1:2 |
| Орјен је био слободан.   |     |

| 19. коло, 10—11. 4. 2021.       |     |
| Слога Стари Бар - Цетиње        | 0:5 |
| Хајдук - Будва                  | 0:1 |
| Ловћен - Орјен                  | 0:4 |
| Слога Радовићи - Отрант Олимпик | 1:3 |
| Обилић је био слободан.         |     |

| 20. коло, 14—15. 4. 2021.         |     |
| Цетиње - Ловћен                   | 6:0 |
| Будва - Обилић                    | 2:1 |
| Отрант Олимпик - Хајдук           | 3:2 |
| Орјен - Слога Радовићи            | 5:1 |
| Слога Стари Бар је била слободна. |     |

| 21. коло, 17—18. 4. 2021. |     |
| Слога Радовићи - Цетиње   | 1:2 |
| Обилић - Отрант Олимпик   | 2:0 |
| Ловћен - Слога Стари Бар  | 2:2 |
| Хајдук - Орјен            | 2:3 |
| Будва је била слободна.   |     |

| 22. коло, 24—27. 4. 2021.        |     |
| Слога Стари Бар - Слога Радовићи | 2:3 |
| Орјен - Обилић                   | 3:2 |
| Цетиње - Хајдук                  | 4:0 |
| Отрант Олимпик - Будва           | 0:1 |
| Ловћен је био слободан.          |     |

| 23. коло, 29. 3.—3. 4. 2021.    |     |
| Хајдук - Слога Стари Бар        | 1:2 |
| Обилић - Цетиње                 | 1:3 |
| Будва - Орјен                   | 3:0 |
| Слога Радовићи - Ловћен         | 3:4 |
| Отрант Олимпик је био слободан. |     |

| 24. коло, 5—6. 5. 2021.          |     |
| Ловћен - Хајдук                  | 0:1 |
| Слога Стари Бар - Обилић         | 2:3 |
| Орјен - Отрант Олимпик           | 3:2 |
| Цетиње - Будва                   | 1:0 |
| Слога Радовићи је била слободна. |     |

| 25. коло, 9—10. 5. 2021. |         |
| Отрант Олимпик - Цетиње  | 0:4     |
| Будва - Слога Стари Бар  | 4:0     |
| Хајдук - Слога Радовићи  | 3:0 pff |
| Обилић - Ловћен          | 2:0     |
| Орјен је био слободан.   |         |

| 26. коло, 13—17. 4. 2021.        |     |
| Ловћен - Будва                   | 0:0 |
| Цетиње - Орјен                   | 1:0 |
| Слога Стари Бар - Отрант Олимпик | 0:0 |
| Слога Радовићи - Обилић          | 1:4 |
| Хајдук је био слободан.          |     |

| 27. коло, 20—25. 5. 2021. |     |
| Отрант Олимпик - Ловћен   | 2:1 |
| Орјен - Слога Стари Бар   | 4:1 |
| Обилић - Хајдук           | 1:3 |
| Будва - Слога Радовићи    | 5:0 |
| Цетиње је било слободно.  |     |

Легенда:
 Дерби мечеви
- pff - Службени резултат.

## Детаљни извјештај

### 1 коло
| Слога Стари Бар     | 1:4 | Цетиње                                                                                 |
| ------------------- | --- | -------------------------------------------------------------------------------------- |
| Александар Труш 58’ |     | Филип Борозан 44’ · Мирко Марковић 55’ (пенал) · Филип Борозан 68’ · Огњен Нишавић 77’ |

| Слога Радовићи                                                         | 3:6 | Будва |
| ---------------------------------------------------------------------- | --- | --- |
| Александар Новаковић 20’ · Јован Драгичевић 40’ · Јован Драгичевић 53’ |     | Стефан Ђорђевић 21’ · Стефан Ђорђевић 43’ · Данило Драгићевић 51’ · Стефан Ђорђевић 59’ · Никола Љешевић 63’ · Боривоје Тујковић 76’ |

| Отрант Олимпик                                                                          | 4:1 | Обилић              |
| --------------------------------------------------------------------------------------- | --- | ------------------- |
| Милош Фуштић 1’ (аутогол) · Фатмир Молабећировић 7’ · Дарјан Шушић 28’ · Љеон Душај 63’ |     | Љубомир Тучевић 80’ |

| Орјен                                                                    | 3:1 | Хајдук            |
| ------------------------------------------------------------------------ | --- | ----------------- |
| Милош Дабовић 9’ · Ненад Вуксановић 15’ · Љубомир Павличевић 65’ (пенал) |     | Немања Шћекић 72’ |

### 2 коло
| Цетиње                                                                                            | 5:1 | Отрант Олимпик |
| ------------------------------------------------------------------------------------------------- | --- | -------------- |
| Мирко Марковић 4’ · Филип Борозан 20’ · Филип Борозан 52’ · Огњен Нишавић 54’ · Огњен Нишавић 76’ |     | Един Фицик 78’ |

| Будва                                                                                   | 4:2 | Слога Стари Бар                      |
| --------------------------------------------------------------------------------------- | --- | ------------------------------------ |
| Стефан Ђорђевић 10’ · Никола Љешевић 68’ · Андрија Кривокапић 78’ · Стефан Ђорђевић 80’ |     | Емир Мустафић 6’ · Кенан Количић 15’ |

| Обилић              | 1:2 | Орјен                                    |
| ------------------- | --- | ---------------------------------------- |
| Андрија Вујичић 53’ |     | Милош Горановић 36’ · Шпиро Вучковић 68’ |

| Ловћен                                                                   | 3:3 | Слога Радовићи                                                    |
| ------------------------------------------------------------------------ | --- | ----------------------------------------------------------------- |
| Филип Вујовић 34’ · Владан Калуђеровић 68’ · Милош Лабовић 87’ (аутогол) |     | Јован Драгичевић 14’ · Стефан Јаредић 57’ · Милош Иванчевић 90+5’ |

### 3 коло
| Слога Стари Бар | 0:2 | Ловћен                                     |
| --------------- | --- | ------------------------------------------ |
|                 |     | Живко Поповић 81’ · Владан Калуђеровић 88’ |

| Орјен                                     | 2:1 | Цетиње           |
| ----------------------------------------- | --- | ---------------- |
| Ненад Вуксановић 16’ · Шпиро Вучковић 26’ |     | Стефан Татар 53’ |

| Отрант Олимпик                                                                                            | 4:1 | Будва                  |
| --- | --- | ---------------------- |
| Фатмир Молабећировић 20’ · Фатмир Молабећировић 45’ (пенал) · Фатмир Молабећировић 56’ · Едмонд Курти 73’ |     | Андрија Кривокапић 55’ |

| Хајдук                             | 2:4 | Обилић                                                                         |
| ---------------------------------- | --- | ------------------------------------------------------------------------------ |
| Младен Ђукић 22’ · Елдин Мекић 58’ |     | Бојан Биговић 35’ · Урош Вујичић 42’ · Бојан Биговић 59’ · Андрија Вујичић 90’ |

### 4 коло
| Слога Радовићи                                                                                              | 5:0 | Слога Стари Бар |
| --- | --- | --------------- |
| Јован Драгичевић 4’ · Јован Драгичевић 30’ · Јован Драгичевић 34’ · Богдан Жујовић 75’ · Богдан Жујовић 81’ |     |                 |

| Цетиње             | 1:0 | Хајдук |
| ------------------ | --- | ------ |
| Мирко Марковић 20’ |     |        |

| Будва                                          | 2:1 | Орјен               |
| ---------------------------------------------- | --- | ------------------- |
| Андрија Кривокапић 39’ · Данило Драгићевић 41’ |     | Милош Горановић 50’ |

| Ловћен              | 1:3 | Отрант Олимпик                                                   |
| ------------------- | --- | ---------------------------------------------------------------- |
| Никола Драганић 52’ |     | Фатмир Молабећировић 47’ · Енис Љамовић 64’ · Дарјан Шушић 90+3’ |

### 5 коло
| Хајдук                                                    | 3:2 | Будва                                       |
| --------------------------------------------------------- | --- | ------------------------------------------- |
| Марио Барабаш 43’ · Алмин Балић 75’ · Немања Ђурковић 89’ |     | Милош Рацковић 20’ · Андрија Кривокапић 58’ |

| Орјен                                                         | 3:0 | Ловћен |
| ------------------------------------------------------------- | --- | ------ |
| Шпиро Вучковић 13’ · Шпиро Вучковић 58’ · Урош Дунђеровић 89’ |     |        |

| Отрант Олимпик                                                                                                   | 5:1 | Слога Радовићи       |
| --- | --- | -------------------- |
| Мехмед Дивановић 31’ · Фатмир Молабећировић 49’ · Едмонд Курти 51’ · Дарјан Шушић 67’ · Фатмир Молабећировић 78’ |     | Јован Драгичевић 65’ |

| Обилић                | 1:1 | Цетиње           |
| --------------------- | --- | ---------------- |
| Марко Радовановић 75’ |     | Стефан Татар 47’ |

### 6 коло
| Слога Радовићи       | 1:3 | Орјен                                                         |
| -------------------- | --- | ------------------------------------------------------------- |
| Јован Драгичевић 20’ |     | Ненад Вуксановић 5’ · Милан Вујновић 39’ · Шпиро Вучковић 76’ |

| Ловћен              | 1:2 | Хајдук                          |
| ------------------- | --- | ------------------------------- |
| Никола Драганић 54’ |     | Алмин Балић 4’ · Елдин Мекић 7’ |

| Слога Стари Бар | 0:4 | Отрант Олимпик                                                                  |
| --------------- | --- | ------------------------------------------------------------------------------- |
|                 |     | Едмонд Курти 25’ · Нермин Крумић 42’ · Нермин Крумић 63’ · Бенџамин Реџовик 70’ |

| Будва                 | 1:3 | Обилић                                                          |
| --------------------- | --- | --------------------------------------------------------------- |
| Данило Драгићевић 90’ |     | Андрија Вујичић 62’ · Бојан Биговић 64’ · Марко Радовановић 80’ |

### 7 коло
| Орјен | 3:0 pff | Слога Стари Бар |
| ----- | ------- | --------------- |
|       |         |                 |

| Хајдук | 0:5 | Слога Радовићи                                                                                              |
| ------ | --- | --- |
|        |     | Јован Драгичевић 8’ · Јован Драгичевић 35’ · Драгољуб Ђукић 63’ · Јован Драгичевић 79’ · Драгољуб Ђукић 82’ |

| Цетиње | 6:1 | Будва              |
| --- | --- | ------------------ |
| Видо Петричевић 44’ · Иван Батрићевић 59’ · Јован Калуђеровић 63’ · Павле Вукадиновић 80’ · Иван Батрићевић 82’ · Дарио Хочко 85’ |     | Милош Рацковић 81’ |

| Обилић | 10:1 | Ловћен            |
| --- | ---- | ----------------- |
| Андрија Вујичић 27’ · Василије Перовић 32’ · Стеван Масловар 36’ · Василије Перовић 43’ · Андрија Вујичић 48’ · Бојан Биговић 49’ (пенал) · Милош Вучетић 58’ · Бојан Биговић 66’ · Марко Радовановић 73’ · Урош Вујичић 89’ |      | Живко Поповић 54’ |

### 8 коло
| Слога Стари Бар    | 1:3 | Хајдук                                                                 |
| ------------------ | --- | ---------------------------------------------------------------------- |
| Александар Труш 3’ |     | Алдијан Бајрамовић 25’ · Амар Османовић 70’ · Драгомир Вукмарковић 80’ |

| Отрант Олимпик | 0:0 | Орјен |
| -------------- | --- | ----- |
|                |     |       |

| Ловћен | 0:3 | Цетиње                                                             |
| ------ | --- | ------------------------------------------------------------------ |
|        |     | Јован Калуђеровић 12’ · Јован Калуђеровић 32’ · Никола Перовић 48’ |

| Слога Радовићи                                                     | 3:2 | Обилић                                         |
| ------------------------------------------------------------------ | --- | ---------------------------------------------- |
| Јован Драгичевић 19’ · Јован Драгичевић 29’ · Јован Драгичевић 49’ |     | Бојан Биговић 22’ (пенал) · Урош Вујичић 90+1’ |

### 9 коло
| Хајдук                  | 1:5 | Отрант Олимпик |
| ----------------------- | --- | --- |
| Алмин Балић 26’ (пенал) |     | Фатмир Молабећировић 65’ (пенал) · Еранд Калезић 74’ · Един Фицик 80’ · Ћамил Чаушић 88’ · Фатмир Молабећировић 90’ |

| Обилић | 10:0 | Слога Стари Бар |
| --- | ---- | --------------- |
| Бојан Биговић 4’ · Андрија Вујичић 5’ · Кристијан Кривокапић 28’ · Василије Перовић 37’ · Бојан Биговић 40’ · Кристијан Кривокапић 42’ · Бојан Биговић 46’ · Љубомир Тучевић 52’ · Никола Гугић 55’ · Милош Ђурђевић 57’ |      |                 |

| Цетиње                                                                           | 4:1 | Слога Радовићи      |
| -------------------------------------------------------------------------------- | --- | ------------------- |
| Огњен Нишавић 10’ · Стефан Татар 27’ · Видо Петричевић 64’ · Иван Батрићевић 79’ |     | Никола Спалевић 72’ |

| Будва | 5:1 | Ловћен             |
| --- | --- | ------------------ |
| Милош Рацковић 21’ · Стефан Ђорђевић 22’ (пенал) · Стефан Ђорђевић 30’ · Никола Лијешевић 66’ · Андрија Кривокапић 71’ |     | Драган Мудреша 85’ |

### 10 коло
| Цетиње                                                                               | 4:2 | Слога Стари Бар                           |
| ------------------------------------------------------------------------------------ | --- | ----------------------------------------- |
| Видо Петричевић 27’ · Мирко Марковић 84’ · Владимир Сјеклоћа 87’ · Огњен Нишавић 90’ |     | Александар Труш 16’ · Александар Труш 18’ |

| Будва                                        | 2:1 | Слога Радовићи   |
| -------------------------------------------- | --- | ---------------- |
| Андрија Кривокапић 41’ · Стефан Ђорђевић 83’ |     | Славко Шушић 64’ |

| Обилић                                            | 2:2 | Отрант Олимпик                        |
| ------------------------------------------------- | --- | ------------------------------------- |
| Бојан Биговић 85’ (пенал) · Андрија Вујичић 90+5’ |     | Нермин Крумић 13’ · Нермин Крумић 36’ |

| Хајдук                                      | 2:4 | Орјен                                                                              |
| ------------------------------------------- | --- | ---------------------------------------------------------------------------------- |
| Младен Ђукић 40’ · Младен Ђукић 56’ (пенал) |     | Никола Вујновић 17’ · Шпиро Вучковић 25’ · Шпиро Вучковић 53’ · Шпиро Вучковић 85’ |

### 11 коло
| Отрант Олимпик    | 1:0 | Цетиње |
| ----------------- | --- | ------ |
| Нермин Крумић 51’ |     |        |

| Слога Стари Бар     | 1:5 | Будва |
| ------------------- | --- | --- |
| Александар Труш 28’ |     | Андрија Кривокапић 6’ · Стефан Ђорђевић 62’ · Андрија Кривокапић 74’ · Здравко Драгићевић 80’ · Стефан Ђорђевић 82’ |

| Орјен                                                                        | 3:0 | Обилић |
| ---------------------------------------------------------------------------- | --- | ------ |
| Ненад Вуксановић 63’ · Љубомир Павличевић 70’ (пенал) · Ненад Вуксановић 80’ |     |        |

| Слога Радовићи           | 1:1 | Ловћен               |
| ------------------------ | --- | -------------------- |
| Александар Новаковић 53’ |     | Марко Ражнатовић 11’ |

### 12 коло
| Ловћен                                                             | 3:2 | Слога Стари Бар                                   |
| ------------------------------------------------------------------ | --- | ------------------------------------------------- |
| Владан Калуђеровић 10’ · Драган Мудреша 12’ · Марко Ражнатовић 20’ |     | Адонис Маркаши 22’ (пенал) · Ахмет Подбићанин 34’ |

| Цетиње                                                                              | 4:1 | Орјен              |
| ----------------------------------------------------------------------------------- | --- | ------------------ |
| Огњен Нишавић 12’ · Иван Батрићевић 18’ · Јован Калуђеровић 63’ · Мило Ћетковић 84’ |     | Шпиро Вучковић 28’ |

| Обилић | 0:1 | Хајдук          |
| ------ | --- | --------------- |
|        |     | Алмин Балић 71’ |

| Будва             | 1:1 | Отрант Олимпик           |
| ----------------- | --- | ------------------------ |
| Марко Франета 88’ |     | Фатмир Молабећировић 10’ |

### 13 коло
| Хајдук | 0:2 | Цетиње                                      |
| ------ | --- | ------------------------------------------- |
|        |     | Иван Батрићевић 44’ · Павле Вукадиновић 75’ |

| Слога Стари Бар | 0:7 | Слога Радовићи |
| --------------- | --- | --- |
|                 |     | Александар Новаковић 7’ · Богдан Жујовић 8’ · Александар Новаковић 10’ · Никола Ђапић 18’ · Јован Драгичевић 43’ · Горан Ђапић 45’ · Мирко Рашковић 73’ |

| Орјен                          | 1:3 | Будва                                                              |
| ------------------------------ | --- | ------------------------------------------------------------------ |
| Љубомир Павличевић 45’ (пенал) |     | Стефан Ђорђевић 43’ · Стефан Ђорђевић 52’ · Андрија Кривокапић 80’ |

| Отрант Олимпик | 7:2 | Ловћен                                        |
| --- | --- | --------------------------------------------- |
| Фатмир Молабећировић 9’ · Нермин Крумић 29’ · Един Фицик 45’ · Ћамил Чаушић 53’ · Љеон Душај 70’ · Аднан Алибегу 80’ · Љеон Душај 82’ |     | Владан Калуђеровић 86’ · Марко Ражнатовић 88’ |

### 14 коло
| Ловћен                                                               | 3:5 | Орјен |
| -------------------------------------------------------------------- | --- | --- |
| Никола Вукотић 35’ · Никола Вукотић 68’ · Никола Вукотић 85’ (пенал) |     | Јован Радовић 25’ · Љубомир Павличевић 28’ · Љубомир Павличевић 48’ (пенал) · Јован Радовић 62’ · Ненад Вуксановић 70’ |

| Будва                                                                              | 4:2 | Хајдук                            |
| ---------------------------------------------------------------------------------- | --- | --------------------------------- |
| Стефан Ђорђевић 5’ · Мило Ћетковић 41’ · Стефан Ђорђевић 48’ · Стефан Ђорђевић 55’ |     | Алмин Балић 34’ · Алмин Балић 83’ |

| Цетиње               | 1:0 | Обилић |
| -------------------- | --- | ------ |
| Јован Калуђеровић 1’ |     |        |

| Слога Радовићи | 0:0 | Отрант Олимпик |
| -------------- | --- | -------------- |
|                |     |                |

### 15 коло
| Хајдук                                                 | 3:0 | Ловћен |
| ------------------------------------------------------ | --- | ------ |
| Младен Ђукић 28’ · Филип Конатар 32’ · Алмин Балић 68’ |     |        |

| Обилић                                                                                          | 4:4 | Будва                                                                                           |
| ----------------------------------------------------------------------------------------------- | --- | ----------------------------------------------------------------------------------------------- |
| Андрија Вујичић 31’ · Андрија Вујичић 75’ (пенал) · Стеван Масловар 89’ · Андрија Вујичић 90+3’ |     | Стефан Ђорђевић 34’ (пенал) · Андрија Кривокапић 62’ · Андрија Кривокапић 79’ · Богдан Клаћ 85’ |

| Отрант Олимпик                                                                           | 5:1 | Слога Стари Бар      |
| ---------------------------------------------------------------------------------------- | --- | -------------------- |
| Един Фицик 20’ · Дарјан Шушић 38’ · Дарјан Шушић 46’ · Андин Хоџа 71’ · Дарјан Шушић 75’ |     | Габријел Рудовић 86’ |

| Орјен                                                                                                   | 5:0 | Слога Радовићи |
| --- | --- | -------------- |
| Петар Јовановић 8’ · Петар Јовановић 19’ · Ненад Вуксановић 59’ · Јован Радовић 83’ · Јован Радовић 88’ |     |                |

### 16 коло
| Будва                                   | 2:1 | Цетиње              |
| --------------------------------------- | --- | ------------------- |
| Иван Рацковић 19’ · Стефан Ђорђевић 70’ |     | Никола Драганић 55’ |

| Слога Стари Бар | 0:5 | Орјен |
| --------------- | --- | --- |
|                 |     | Јован Радовић 31’ · Урош Живановић 58’ · Ненад Вуксановић 70’ · Ненад Вуксановић 72’ · Петар Јовановић 87’ |

| Слога Радовићи   | 1:3 | Хајдук                                               |
| ---------------- | --- | ---------------------------------------------------- |
| Лука Вулетић 51’ |     | Младен Ђукић 17’ · Алмин Балић 39’ · Алмин Балић 73’ |

| Ловћен             | 1:5 | Обилић                                                                                                |
| ------------------ | --- | --- |
| Драган Мудреша 39’ |     | Стеван Масловар 31’ · Стеван Масловар 33’ · Стеван Масловар 41’ · Марко Драгаш 58’ · Марко Драгаш 89’ |

### 17 коло
| Орјен | 0:0 | Отрант Олимпик |
| ----- | --- | -------------- |
|       |     |                |

| Цетиње | 7:1 | Ловћен             |
| --- | --- | ------------------ |
| Никола Драганић 24’ · Јован Калуђеровић 27’ · Никола Драганић 30’ · Никола Драганић 48’ · Огњен Нишавић 52’ · Огњен Нишавић 68’ · Сава Шоћ 90’ |     | Никола Вукотић 15’ |

| Обилић                                   | 2:0 | Слога Радовићи |
| ---------------------------------------- | --- | -------------- |
| Андрија Вујичић 76’ · Марко Драгаш 90+3’ |     |                |

| Хајдук                                                 | 3:1 | Слога Стари Бар      |
| ------------------------------------------------------ | --- | -------------------- |
| Алмин Балић 10’ · Белмин Меховић 24’ · Алмин Балић 80’ |     | Габријел Рудовић 50’ |

### 18 коло
| Отрант Олимпик                   | 2:2 | Хајдук                               |
| -------------------------------- | --- | ------------------------------------ |
| Анђело Рили 7’ · Милош Вукић 67’ |     | Алмин Балић 44’ · Белмин Меховић 83’ |

| Слога Стари Бар                                              | 3:5 | Обилић                                                                                                |
| ------------------------------------------------------------ | --- | --- |
| Мехмет Укошата 24’ · Мехмет Укошата 37’ · Селим Куртовић 52’ |     | Марко Драгаш 13’ · Страхиња Иковић 27’ · Љубомир Тучевић 33’ · Андрија Вујичић 42’ · Марко Драгаш 65’ |

| Ловћен             | 1:6 | Будва |
| ------------------ | --- | --- |
| Драган Мудреша 50’ |     | Милош Рацковић 17’ · Алдин Алихоџић 25’ · Андрија Кривокапић 29’ · Стефан Ђорђевић 67’ · Богдан Клаћ 83’ · Милош Звицер 90’ |

| Слога Радовићи  | 1:2 | Цетиње                                            |
| --------------- | --- | ------------------------------------------------- |
| Дејан Мрдак 62’ |     | Никола Спалевић 3’ (аутогол) · Никола Перовић 59’ |

### 19 коло
| Слога Стари Бар | 0:5 | Цетиње                                                                                          |
| --------------- | --- | ----------------------------------------------------------------------------------------------- |
|                 |     | Сава Шоћ 14’ · Јован Калуђеровић 32’ · Никола Перовић 51’ · Огњен Нишавић 71’ · Дарио Хочко 78’ |

| Хајдук | 0:1 | Будва               |
| ------ | --- | ------------------- |
|        |     | Стефан Ђорђевић 36’ |

| Ловћен | 0:4 | Орјен                                                                            |
| ------ | --- | -------------------------------------------------------------------------------- |
|        |     | Јован Радовић 8’ · Шпиро Вучковић 14’ · Петар Јовановић 70’ · Шпиро Вучковић 72’ |

| Слога Радовићи    | 1:3 | Отрант Олимпик                                             |
| ----------------- | --- | ---------------------------------------------------------- |
| Петар Рајовић 30’ |     | Милош Вукић 32’ (пенал) · Љеон Душај 56’ · Милош Вукић 84’ |

### 20 коло
| Цетиње | 6:0 | Ловћен |
| --- | --- | ------ |
| Мирко Марковић 10’ (пенал) · Видо Петричевић 17’ · Никола Драганић 33’ (пенал) · Видо Петричевић 45’ · Марко Драганић 56’ · Марко Драганић 80’ |     |        |

| Будва                                   | 2:1 | Обилић              |
| --------------------------------------- | --- | ------------------- |
| Стефан Ђорђевић 41’ · Иван Рацковић 89’ |     | Андрија Вујичић 63’ |

| Отрант Олимпик                                     | 3:2 | Хајдук                                 |
| -------------------------------------------------- | --- | -------------------------------------- |
| Милош Вукић 69’ · Анђело Рили 81’ · Един Фицик 86’ |     | Младен Ђукић 12’ · Александар Труш 90’ |

| Орјен                                                                                                  | 5:1 | Слога Радовићи     |
| --- | --- | ------------------ |
| Јован Радовић 2’ · Петар Јовановић 44’ · Шпиро Вучковић 47’ · Јован Радовић 56’ · Ненад Вуксановић 89’ |     | Мирко Рашковић 89’ |

### 21 коло
| Слога Радовићи      | 1:2 | Цетиње                                          |
| ------------------- | --- | ----------------------------------------------- |
| Никола Спалевић 28’ |     | Мирко Марковић 71’ (пенал) · Никола Перовић 79’ |

| Обилић                                 | 2:0 | Отрант Олимпик |
| -------------------------------------- | --- | -------------- |
| Никола Гугић 33’ · Андрија Вујичић 73’ |     |                |

| Ловћен                                  | 2:2 | Слога Стари Бар                       |
| --------------------------------------- | --- | ------------------------------------- |
| Никола Вукотић 19’ · Никола Вукотић 60’ |     | Селим Куртовић 21’ · Сањин Аловић 64’ |

| Хајдук                                 | 2:3 | Орјен                                                            |
| -------------------------------------- | --- | ---------------------------------------------------------------- |
| Александар Труш 26’ · Младен Ђукић 75’ |     | Љубомир Павличевић 24’ · Шпиро Вучковић 38’ · Шпиро Вучковић 80’ |

### 22 коло
| Слога Стари Бар                        | 2:3 | Слога Радовићи                                               |
| -------------------------------------- | --- | ------------------------------------------------------------ |
| Емир Мустафић 35’ · Давор Марковић 65’ |     | Богдан Жујовић 17’ · Стефан Јаредић 40’ · Богдан Жујовић 77’ |

| Орјен                                                                      | 3:2 | Обилић                                 |
| -------------------------------------------------------------------------- | --- | -------------------------------------- |
| Рејхан Челебић 28’ (аутогол) · Драган Ковачевић 30’ · Драган Ковачевић 43’ |     | Андрија Вујичић 55’ · Марко Драгаш 87’ |

| Цетиње                                                                                 | 4:0 | Хајдук |
| -------------------------------------------------------------------------------------- | --- | ------ |
| Никола Драганић 35’ · Никола Драганић 41’ · Јован Калуђеровић 58’ · Марко Драганић 70’ |     |        |

| Отрант Олимпик | 0:1 | Будва                |
| -------------- | --- | -------------------- |
|                |     | Никола Лијешевић 51’ |

### 23 коло
| Хајдук           | 1:2 | Слога Стари Бар                       |
| ---------------- | --- | ------------------------------------- |
| Младен Ђукић 27’ |     | Херодит Синани 34’ · Сањин Аловић 74’ |

| Обилић             | 1:3 | Цетиње                                                          |
| ------------------ | --- | --------------------------------------------------------------- |
| Милош Ђурђевић 40’ |     | Никола Драганић 48’ · Никола Драганић 76’ · Никола Драганић 90’ |

| Будва                                                                  | 3:0 | Орјен |
| ---------------------------------------------------------------------- | --- | ----- |
| Срђан Лопичић 28’ · Андрија Кривокапић 36’ (пенал) · Иван Рацковић 65’ |     |       |

| Слога Радовићи                                            | 3:4 | Ловћен                                                                              |
| --------------------------------------------------------- | --- | ----------------------------------------------------------------------------------- |
| Богдан Жујовић 5’ · Лука Гривић 34’ · Бојан Ковачевић 66’ |     | Марко Ражнатовић 37’ · Драган Мудреша 53’ · Никола Вукотић 63’ · Драган Мудреша 85’ |

### 24 коло
| Ловћен | 0:1 | Хајдук              |
| ------ | --- | ------------------- |
|        |     | Александар Труш 47’ |

| Слога Стари Бар                           | 2:3 | Обилић                                                               |
| ----------------------------------------- | --- | -------------------------------------------------------------------- |
| Габријел Рудовић 15’ · Селим Куртовић 70’ |     | Мило Новаковић 66’ (аутогол) · Марко Драгаш 86’ · Марко Драгаш 90+3’ |

| Орјен                                                              | 3:2 | Отрант Олимпик                                  |
| ------------------------------------------------------------------ | --- | ----------------------------------------------- |
| Драган Ковачевић 25’ · Бранко Вуксановић 53’ · Милош Горановић 54’ |     | Еранд Калезић 69’ · Ненад Вујачић 78’ (аутогол) |

| Цетиње             | 1:0 | Будва |
| ------------------ | --- | ----- |
| Мирко Марковић 74’ |     |       |

### 25 коло
| Отрант Олимпик | 0:4 | Цетиње                                                                                  |
| -------------- | --- | --------------------------------------------------------------------------------------- |
|                |     | Јован Калуђеровић 14’ · Огњен Нишавић 33’ · Никола Драганић 62’ · Јован Калуђеровић 88’ |

| Будва                                                                         | 4:0 | Слога Стари Бар |
| ----------------------------------------------------------------------------- | --- | --------------- |
| Марко Ђуришић 43’ · Мило Ћетковић 52’ · Иван Рацковић 70’ · Иван Рацковић 71’ |     |                 |

| Хајдук | 3:0 pff | Слога Радовићи |
| ------ | ------- | -------------- |
|        |         |                |

| Обилић                                   | 2:0 | Ловћен |
| ---------------------------------------- | --- | ------ |
| Страхиња Иковић 4’ · Љубомир Тучевић 62’ |     |        |

### 26 коло
| Ловћен | 0:0 | Будва |
| ------ | --- | ----- |
|        |     |       |

| Цетиње              | 1:0 | Орјен |
| ------------------- | --- | ----- |
| Видо Петричевић 17’ |     |       |

| Слога Стари Бар | 0:0 | Отрант Олимпик |
| --------------- | --- | -------------- |
|                 |     |                |

| Слога Радовићи      | 1:4 | Обилић                                                                             |
| ------------------- | --- | ---------------------------------------------------------------------------------- |
| Никола Спалевић 66’ |     | Андрија Вујичић 35’ · Урош Вујичић 60’ · Андрија Вујичић 73’ · Стеван Масловар 76’ |

### 27 коло
| Отрант Олимпик                    | 2:1 | Ловћен             |
| --------------------------------- | --- | ------------------ |
| Љеон Душај 16’ · Ћамил Чаушић 83’ |     | Никола Вукотић 30’ |

| Орјен                                                                                    | 4:1 | Слога Стари Бар           |
| ---------------------------------------------------------------------------------------- | --- | ------------------------- |
| Драган Ковачевић 21’ · Ненад Вуксановић 23’ · Миљан Међедовић 28’ · Ненад Вуксановић 32’ |     | Марко Пецовић 26’ (пенал) |

| Обилић                | 1:3 | Хајдук                                                       |
| --------------------- | --- | ------------------------------------------------------------ |
| Страхиња Иковић 90+3’ |     | Алмин Балић 35’ · Алмин Балић 39’ (пенал) · Младен Ђукић 89’ |

| Будва | 5:0 | Слога Радовићи |
| --- | --- | -------------- |
| Стефан Ђорђевић 39’ · Андрија Кривокапић 53’ · Стефан Ђорђевић 55’ · Иван Рацковић 80’ · Јован Марковић 85’ |     |                |

## Табела и статистика
| Мјесто | Екипа           | Играно | Побједа | Неријешено | Изгубио | Дао гол. | При. гол. | Гол-разлика | Бодови | Напомене            |
| ------ | --------------- | ------ | ------- | ---------- | ------- | -------- | --------- | ----------- | ------ | ------------------- |
| 1.     | Цетиње          | 24     | 20      | 1          | 3       | 72       | 17        | +55         | 61     | Бараж за Другу лигу |
| 2.     | Орјен           | 24     | 17      | 2          | 5       | 63       | 30        | +33         | 55     |                     |
| 3.     | Будва           | 24     | 16      | 3          | 5       | 65       | 37        | +28         | 51     |                     |
| 4.     | Отрант Олимпик  | 24     | 12      | 7          | 5       | 54       | 32        | +22         | 43     |                     |
| 5.     | Обилић          | 24     | 11      | 3          | 10      | 66       | 43        | +23         | 36     |                     |
| 6.     | Хајдук          | 24     | 10      | 1          | 13      | 40       | 50        | -10         | 31     |                     |
| 7.     | Слога Радовићи  | 24     | 5       | 3          | 16      | 43       | 66        | -23         | 18     |                     |
| 8.     | Ловћен          | 24     | 3       | 4          | 17      | 28       | 85        | -57         | 13     |                     |
| 9.     | Слога Стари Бар | 24     | 1       | 2          | 21      | 23       | 94        | -71         | 2 (-3) |                     |

- Цетиње иде у бараж за пласман у Другу лигу;
- Слога Стари Бар - 3 бода

| Првак Треће лиге Црне Горе — Југ |
| -------------------------------- |
| Цетиње 4. Титула                 |

### Позиције на табели по колима
|    | Екипа           | 1 | 2 | 3 | 4 | 5 | 6 | 7 | 8 | 9 | 10 | 11 | 12 | 13 | 14 | 15 | 16 | 17 | 18 | 19 | 20 | 21 | 22 | 23 | 24 | 25 | 26 | 27 |
| -- | --------------- | - | - | - | - | - | - | - | - | - | -- | -- | -- | -- | -- | -- | -- | -- | -- | -- | -- | -- | -- | -- | -- | -- | -- | -- |
| 1. | Будва           | 2 | 2 | 3 | 3 | 4 | 4 | 5 | 6 | 5 | 4  | 4  | 4  | 4  | 4  | 4  | 4  | 4  | 4  | 4  | 4  | 4  | 3  | 3  | 3  | 3  | 3  | 3  |
| 2. | Ловћен          | 7 | 5 | 5 | 5 | 5 | 5 | 8 | 8 | 8 | 8  | 8  | 8  | 8  | 8  | 8  | 8  | 8  | 8  | 8  | 8  | 8  | 8  | 8  | 8  | 8  | 8  | 8  |
| 3. | Обилић          | 6 | 7 | 6 | 7 | 7 | 5 | 4 | 5 | 4 | 5  | 5  | 5  | 5  | 6  | 6  | 5  | 5  | 5  | 5  | 5  | 5  | 5  | 5  | 5  | 5  | 5  | 5  |
| 4. | Орјен           | 5 | 3 | 1 | 1 | 1 | 1 | 1 | 1 | 1 | 1  | 1  | 1  | 3  | 3  | 3  | 1  | 1  | 2  | 2  | 2  | 2  | 2  | 2  | 2  | 2  | 2  | 2  |
| 5. | Отрант Олимпик  | 3 | 4 | 4 | 4 | 2 | 2 | 2 | 2 | 2 | 3  | 2  | 3  | 2  | 2  | 2  | 3  | 3  | 3  | 3  | 3  | 3  | 4  | 4  | 4  | 4  | 4  | 4  |
| 6. | Слога Радовићи  | 7 | 6 | 7 | 6 | 6 | 8 | 6 | 4 | 6 | 6  | 6  | 7  | 6  | 5  | 5  | 7  | 7  | 7  | 7  | 7  | 7  | 7  | 7  | 7  | 7  | 7  | 7  |
| 7. | Слога Стари Бар | 8 | 9 | 9 | 9 | 9 | 9 | 9 | 9 | 9 | 9  | 9  | 9  | 9  | 9  | 9  | 9  | 9  | 9  | 9  | 9  | 9  | 9  | 9  | 9  | 9  | 9  | 9  |
| 8. | Хајдук          | 5 | 8 | 8 | 8 | 8 | 6 | 7 | 7 | 7 | 7  | 7  | 6  | 7  | 7  | 7  | 6  | 6  | 6  | 6  | 6  | 6  | 6  | 6  | 6  | 6  | 6  | 6  |
| 9. | Цетиње          | 1 | 1 | 2 | 2 | 3 | 3 | 3 | 3 | 3 | 2  | 3  | 2  | 1  | 1  | 1  | 2  | 1  | 1  | 1  | 1  | 1  | 1  | 1  | 1  | 1  | 1  | 1  |

### Домаћин - гост табела
| М  | Клуб                 | Одиг. као домаћин | Поб. | Нер. | Пор. | ГД | ГП | ГР  | Бод. | Одиг. као гост | Поб. | Нер. | Пор. | ГД | ГП | ГР  | Бод. |
| -- | -------------------- | ----------------- | ---- | ---- | ---- | -- | -- | --- | ---- | -------------- | ---- | ---- | ---- | -- | -- | --- | ---- |
| 1. | Цетиње               | 12                | 12   | 0    | 0    | 44 | 7  | +37 | 36   | 12             | 8    | 1    | 3    | 28 | 10 | +18 | 25   |
| 2. | Орјен                | 12                | 10   | 1    | 1    | 35 | 11 | +24 | 31   | 12             | 7    | 1    | 4    | 28 | 19 | +9  | 22   |
| 3. | Будва                | 12                | 10   | 1    | 1    | 35 | 13 | +22 | 31   | 12             | 6    | 2    | 4    | 30 | 24 | +6  | 20   |
| 4. | Отрант Олимпик       | 12                | 8    | 2    | 2    | 33 | 16 | +17 | 26   | 12             | 4    | 5    | 3    | 21 | 16 | +5  | 17   |
| 5. | Обилић               | 12                | 5    | 3    | 4    | 36 | 17 | +19 | 18   | 12             | 6    | 0    | 6    | 30 | 26 | +4  | 18   |
| 6. | Хајдук               | 12                | 4    | 0    | 8    | 20 | 29 | -9  | 16   | 12             | 6    | 1    | 5    | 20 | 21 | -1  | 19   |
| 7. | Слога Радовићи       | 12                | 2    | 2    | 8    | 21 | 30 | -9  | 8    | 12             | 3    | 1    | 8    | 22 | 36 | -14 | 10   |
| 8. | Ловћен               | 12                | 1    | 3    | 8    | 15 | 36 | -21 | 6    | 12             | 2    | 1    | 9    | 13 | 49 | -36 | 7    |
| 9. | Слога Стари Бар (-3) | 12                | 0    | 1    | 11   | 10 | 46 | -36 | 1    | 12             | 1    | 1    | 10   | 13 | 48 | -35 | 4    |

## Листа стријелаца
| Позиција | Држава    | Играч                | Екипа                    | Број голова | Голови из пенала |
| -------- | --------- | -------------------- | ------------------------ | ----------- | ---------------- |
| 1        | Црна Гора | Стефан Ђорђевић      | Будва                    | 21          | 2                |
| 2        | Црна Гора | Андрија Вујичић      | Обилић                   | 17          | 1                |
| 3        | Црна Гора | Јован Драгичевић     | Слога Радовићи           | 15          | 0                |
| 4        | Црна Гора | Андрија Кривокапић   | Будва                    | 14          | 1                |
| 4        | Црна Гора | Шпиро Вучковић       | Орјен                    | 14          | 0                |
| 4        | Црна Гора | Алмин Балић          | Хајдук                   | 14          | 2                |
| 7        | Црна Гора | Никола Драганић      | Ловћен / Цетиње          | 13          | 1                |
| 8        | Црна Гора | Ненад Вуксановић     | Орјен                    | 12          | 0                |
| 9        | Црна Гора | Фатмир Молабећировић | Отрант Олимпик           | 11          | 2                |
| 10       | Црна Гора | Огњен Нишавић        | Цетиње                   | 10          | 0                |
| 10       | Црна Гора | Јован Калуђеровић    | Цетиње                   | 10          | 0                |
| 12       | Црна Гора | Младен Ђукић         | Хајдук                   | 9           | 1                |
| 12       | Црна Гора | Бојан Биговић        | Обилић                   | 2           |                  |
| 14       | Црна Гора | Александар Труш      | Слога Стари Бар / Хајдук | 8           | 0                |
| 14       | Црна Гора | Никола Вукотић       | Ловћен                   | 8           | 1                |
| 14       | Црна Гора | Јован Радовић        | Орјен                    | 8           | 0                |
| 14       | Црна Гора | Марко Драгаш         | Обилић                   | 8           | 0                |
| 18       | Црна Гора | Мирко Марковић       | Цетиње                   | 7           | 3                |
| 19       | Црна Гора | Дарјан Шушић         | Отрант Олимпик           | 6           | 0                |
| 19       | Црна Гора | Љубомир Павличевић   | Орјен                    | 6           | 4                |
| 19       | Црна Гора | Видо Петричевић      | Цетиње                   | 6           | 0                |
| 19       | Црна Гора | Стеван Масловар      | Обилић                   | 6           | 0                |
| 19       | Црна Гора | Драган Мудреша       | Ловћен                   | 6           | 0                |
| 19       | Црна Гора | Иван Рацковић        | Будва                    | 6           | 0                |
| 25       | Црна Гора | Љеон Душај           | Отрант Олимпик           | 5           | 0                |
| 25       | Црна Гора | Един Фицик           | Отрант Олимпик           | 5           | 0                |
| 25       | Црна Гора | Богдан Жујовић       | Слога Радовићи           | 5           | 0                |
| 25       | Црна Гора | Нермин Крумић        | Отрант Олимпик           | 5           | 0                |
| 25       | Црна Гора | Петар Јовановић      | Орјен                    | 5           | 0                |
| 30       | Црна Гора | Филип Борозан        | Цетиње                   | 4           | 0                |
| 30       | Црна Гора | Александар Новаковић | Слога Радовићи           | 4           | 0                |
| 30       | Црна Гора | Љубомир Тучевић      | Обилић                   | 4           | 0                |
| 30       | Црна Гора | Владан Калуђеровић   | Ловћен                   | 4           | 1                |
| 30       | Црна Гора | Урош Вујичић         | Обилић                   | 4           | 0                |
| 30       | Црна Гора | Милош Рацковић       | Будва                    | 4           | 0                |
| 30       | Црна Гора | Иван Батрићевић      | Цетиње                   | 4           | 0                |
| 30       | Црна Гора | Марко Ражнатовић     | Ловћен                   | 4           | 0                |
| 30       | Црна Гора | Милош Вукић          | Отрант Олимпик           | 4           | 1                |
| 30       | Црна Гора | Драган Ковачевић     | Орјен                    | 4           | 0                |
| 40       | Црна Гора | Данило Драгићевић    | Будва                    | 3           | 0                |
| 40       | Црна Гора | Стефан Татар         | Цетиње                   | 3           | 0                |
| 40       | Црна Гора | Едмонд Курти         | Отрант Олимпик           | 3           | 0                |
| 40       | Црна Гора | Василије Перовић     | Обилић                   | 3           | 0                |
| 40       | Црна Гора | Никола Перовић       | Цетиње                   | 3           | 0                |
| 40       | Црна Гора | Ћамил Чаушић         | Отрант Олимпик           | 3           | 0                |
| 40       | Црна Гора | Мило Ћетковић        | Будва                    | 3           | 0                |
| 40       | Црна Гора | Габријел Рудовић     | Слога Стари Бар          | 3           | 0                |
| 40       | Црна Гора | Селим Куртовић       | Слога Стари Бар          | 3           | 0                |
| 40       | Црна Гора | Страхиња Иковић      | Обилић                   | 3           | 0                |
| 40       | Црна Гора | Марко Драганић       | Цетиње                   | 3           | 0                |